# Diga di Bayramiç
La diga di Bayramiç è una diga della Turchia. Si trova nella provincia di Çanakkale.